# Semih Kılıçsoy
Semih Kılıçsoy (ur. 15 sierpnia 2005 w Gaziosmanpaşa) – turecki piłkarz, reprezentant kraju, grający na pozycji napastnika. Obecnie zawodnik Beşiktaş JK. 

## Kariera klubowa
Kılıçsoy w wieku juniorskim szkolił się w GOP Venüs i Arnavutköy Yaylaspor. Do Beşiktaşu przeniósł się w 2016. 21 października 2021 podpisał swój pierwszy profesjonalny kontrakt z klubem ważny do 2023. 
23 grudnia 2022 przedłużył kontrakt do 2025. Zadebiutował w Beşiktaşie 26 lutego 2023 w zremisowanym 0:0 meczu Süper Lig z Antalyasporem. 27 lipca 2023 strzelił swojego pierwszego gola dla klubu przeciwko KF Tirana.
W styczniu 2024 podpisał nowy czteroletni kontrakt z Beşiktaşem.
Aktualne na 1 marca 2025.
| Sezon   | Klub     | Kraj   | Rozgrywki | Mecze | Bramki |
| ------- | -------- | ------ | --------- | ----- | ------ |
| 2022/23 | Beşiktaş | Turcja | Süper Lig | 4     | 0      |
| 2023/24 | Beşiktaş | Turcja | Süper Lig | 23    | 11     |
| 2024/25 | Beşiktaş | Turcja | Süper Lig | 23    | 3      |

## Kariera reprezentacyjna
Kılıçsoy jest młodzieżowym reprezentantem Turcji, reprezentował Turcję na każdym młodzieżowym poziomie międzynarodowym.
24 maja 2024 Kılıçsoy został wybrany do wstępnego 35-osobowego składu reprezentacji Turcji na Mistrzostwa Europy. W reprezentacji seniorów zadebiutował 4 czerwca w poprzedzającym turniej towarzyskim meczu z Włochami, zremisowanym 0:0. 7 czerwca znalazł się w ostatecznym 26-osobowym składzie na turniej finałowy. Podczas mistrzostw zagrał w ćwierćfinałowym spotkaniu z Holandią.
Jak dotychczas Kılıçsoy wystąpił w 4 spotkaniach reprezentacji Turcji. 
Aktualne na 19 listopada 2024.
| Mecze i gole w reprezentacji | Mecze i gole w reprezentacji | Mecze i gole w reprezentacji | Mecze i gole w reprezentacji | Mecze i gole w reprezentacji | Mecze i gole w reprezentacji | Mecze i gole w reprezentacji |
| #                            | Data                         | Miasto                       | Przeciwnik                   | Gol                          | Wynik                        | Rozgrywki                    |
| ---------------------------- | ---------------------------- | ---------------------------- | ---------------------------- | ---------------------------- | ---------------------------- | ---------------------------- |
| 1.                           | 04.06.2024                   | Bolonia                      | Włochy                       |                              | 0:0                          | towarzyski                   |
| 2.                           | 10.06.2024                   | Warszawa                     | Polska                       |                              | 1:2                          | towarzyski                   |
| 3.                           | 06.07.2024                   | Berlin                       | Holandia                     |                              | 2:1                          | ME 2024                      |
| 4.                           | 19.11.2024                   | Nikšić                       | Czarnogóra                   |                              | 1:3                          | LN 2024/25                   |

## Sukcesy
Beşiktaş
- Puchar Turcji (1): 2023/24
- Superpuchar Turcji (1): 2024